# Dobravlje (Ajdovščina)
Dobravlje (Duits: Gutenfeld) is een plaats in Slovenië en maakt deel uit van de gemeente Ajdovščina in de NUTS-3-regio Goriška. De plaats telde 464 inwoners op 1 januari 2020.

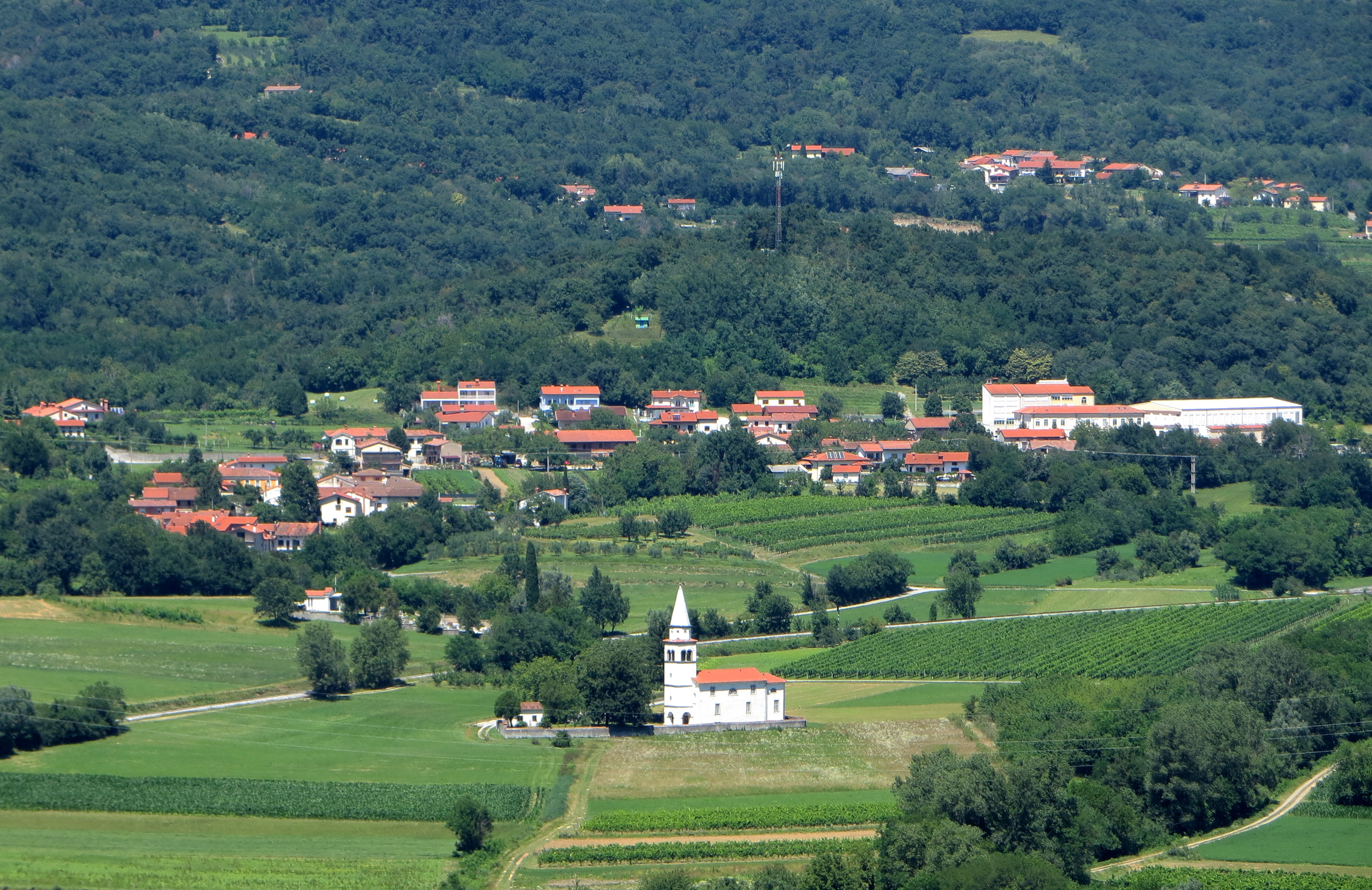
Dorpsaanzicht